# Дом учёных (Черноголовка)
Дом учёных Научного центра Российской академии наук в городе Черноголовка (Дом Учёных НЦЧ РАН)
Федеральное государственное бюджетное учреждение культуры.
Директор — Пылаева Елена Владимировна.
Адрес: 142432, Московская область, г. Черноголовка, Институтский проспект, д.7

## История
Открыт в июне 1967 года. Фасад здания был украшен мозаичным панно «Лицо мира». Сюжет мозаики запечатлел образ города Черноголовка — юная, романтичная красавица, в волосах которой запуталась маленькая птичка черноголовка (по версии Б. А. Николаева из книги, скомпилированной из материалов разных авторов «Черноголовской газеты» периода до 2003 года).
Первым директором Дома был И. И. Брагинский.
В октябре 2005 года на фасаде здания Дома учёных появилась надпись металлическими буквами золотистого цвета: «Черноголовский интеллект — богатство наше! В России нет наукограда краше!». Авторство этого рифмованного слогана жители приписывали главе муниципалитета — Ю. А. Филиппову, но официально об этом нигде не заявлялось и не упоминалось. 24 мая 2016 года спорную надпись демонтировали, а в начале ноября 2017 года на фасаде закрепили новую вывеску «Дом Учёных НЦ РАН в Черноголовке» с тремя стрижами (которых многие жители считают и называют ласточками — один из символов Черноголовки).
В настоящее время активно дисскутируется вопрос о дальнейшей судьбе Дома, есть предложения о переименовании учреждения

## Устройство
Киноконцертный зал на 390 мест.

Большая гостиная, включающая:

— конференц-зал на 160 мест с необходимым оборудованием;

— каминный зал на 20 человек;

— комната для секционных занятий на 30 человек;

— комната-буфет;

— галерея для проведения выставок и экспозиций.
В Доме работают клубы: шахматный, любителей классической музыки, французского, немецкого и английского языков, любителей бега, горнолыжный клуб, киноклуб «Калейдоскоп», детская театральная студия «Лукоморье».

## Состоявшиеся мероприятия
Гость Дома — Федор Конюхов

### Наука
Место проведения торжеств, посвященных празднованию 50-летнего юбилея НЦЧ РАН (30 мая — 2 июня 2006 г.)

### Культура
Творческий вечер артиста Театра на Таганке Вениамина Смехова

Музыкальный фестиваль «Подмосковные вечера» 1987 г.
Рок-фестиваль «Подмосковные вечера» 1997 г.
Концерт группы «Браво» 
Концерт группы «ДДТ» 
Концерт народного артиста России Владимира Иванова

Концерт Заслуженного артиста РФ Виктора Зинчука (золотая гитара России) 9 марта 2012 года

Концерт Сергея Арцибашева

Встреча с протоиреем Александром Ториком

Концерт Олега Полянского (фортепиано)

Московский областной государственный театр кукол представит один из лучших своих спектаклей — «Белоснежка».

Концерт лауреатов международных конкурсов Наиры Асатрян (сопрано) и Сергея Плюснина (баритон). 

Концерт лауреатов международных конкурсов Дениса Чефанова (фортепиано) и Алексея Маевского (скрипка)

### Общество
Благотворительная акция «Юмор ФМ — детям» и концерт с участием Аркадия Арканова, Общества веселых поэтов и команды КВН «Станция Спортивная», 13 декабря 2009 года

17 декабря 2010 года «Черноголовскую газету» чествовали в Большой гостиной Дома учёных

Фотовыставка «20 лет без СССР» в Черноголовке, 13 — 18 февраля 2012 года